# Bisdom Assisi-Nocera Umbra-Gualdo Tadino
Het bisdom Assisi-Nocera Umbra-Gualdo Tadino (Latijn: Dioecesis Assisiensis-Nucerina-Tadinensis, Italiaans: Diocesi di Assisi-Nocera Umbra-Gualdo Tadino) is een in Italië gelegen rooms-katholiek bisdom met zetel in de stad Assisi. Het bisdom behoort tot de kerkprovincie Perugia-Città della Pieve en is samen met de bisdommen Città di Castello, Foligno en Gubbio suffragaan aan het aartsbisdom Perugia-Città della Pieve.

## Geschiedenis
Het bisdom Assisi werd in de 3e eeuw opgericht. Op 30 september 1986 werd het samengevoegd met het bisdom Nocera Umbra-Gualdo Tadino. Sindsdien draagt het de huidige naam.
In 2005 benoemde paus Benedictus XVI Domenico Sorrentino tot bisschop. Omdat hij hiervoor als aartsbisschop secretaris van de Congregatie voor de Goddelijke Eredienst en de Regeling van de Sacramenten was, bleef hij aartsbisschop pro hac vice. Paus Benedictus XVI besloot kort daarvoor ook dat de Franciscaner heiligdommen in Assisi op korte termijn niet meer onder gezag van de Franciscanen zullen vallen, maar onder gezag van het bisdom.

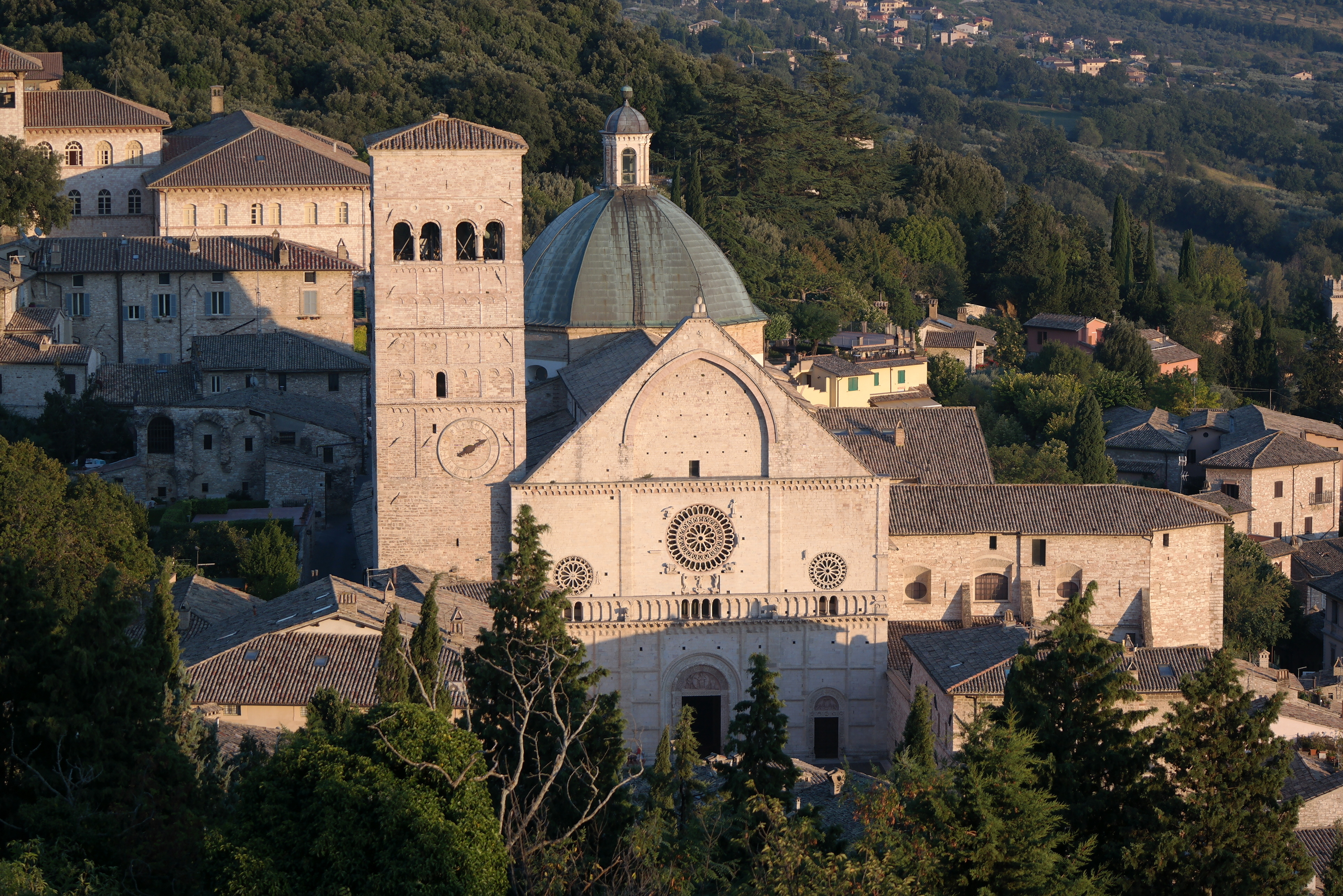
Kathedraal van Assisi
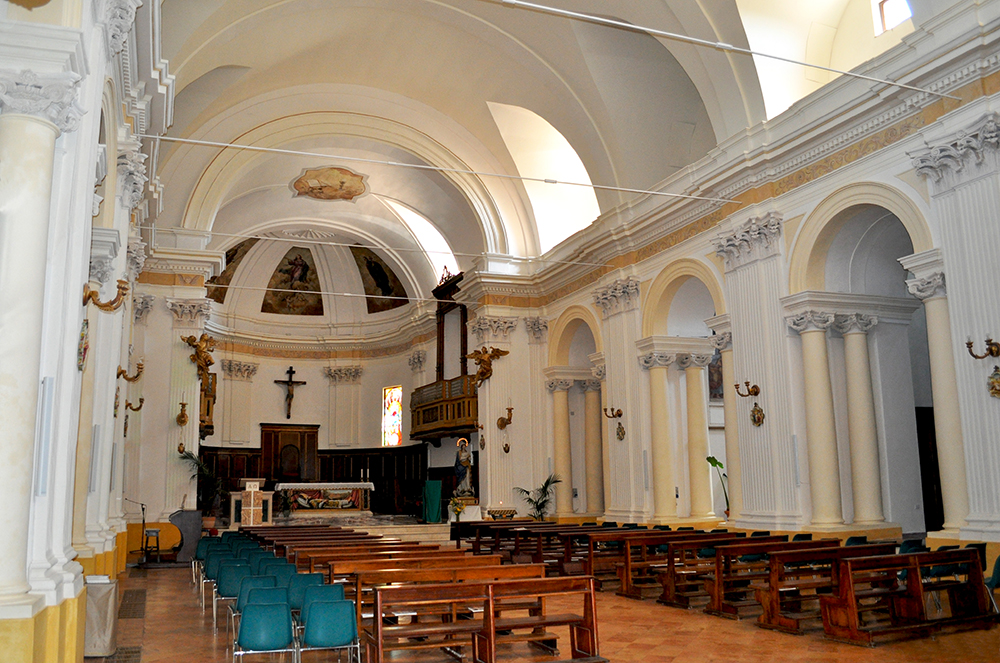
Cokathedraal van Nocera Umbra
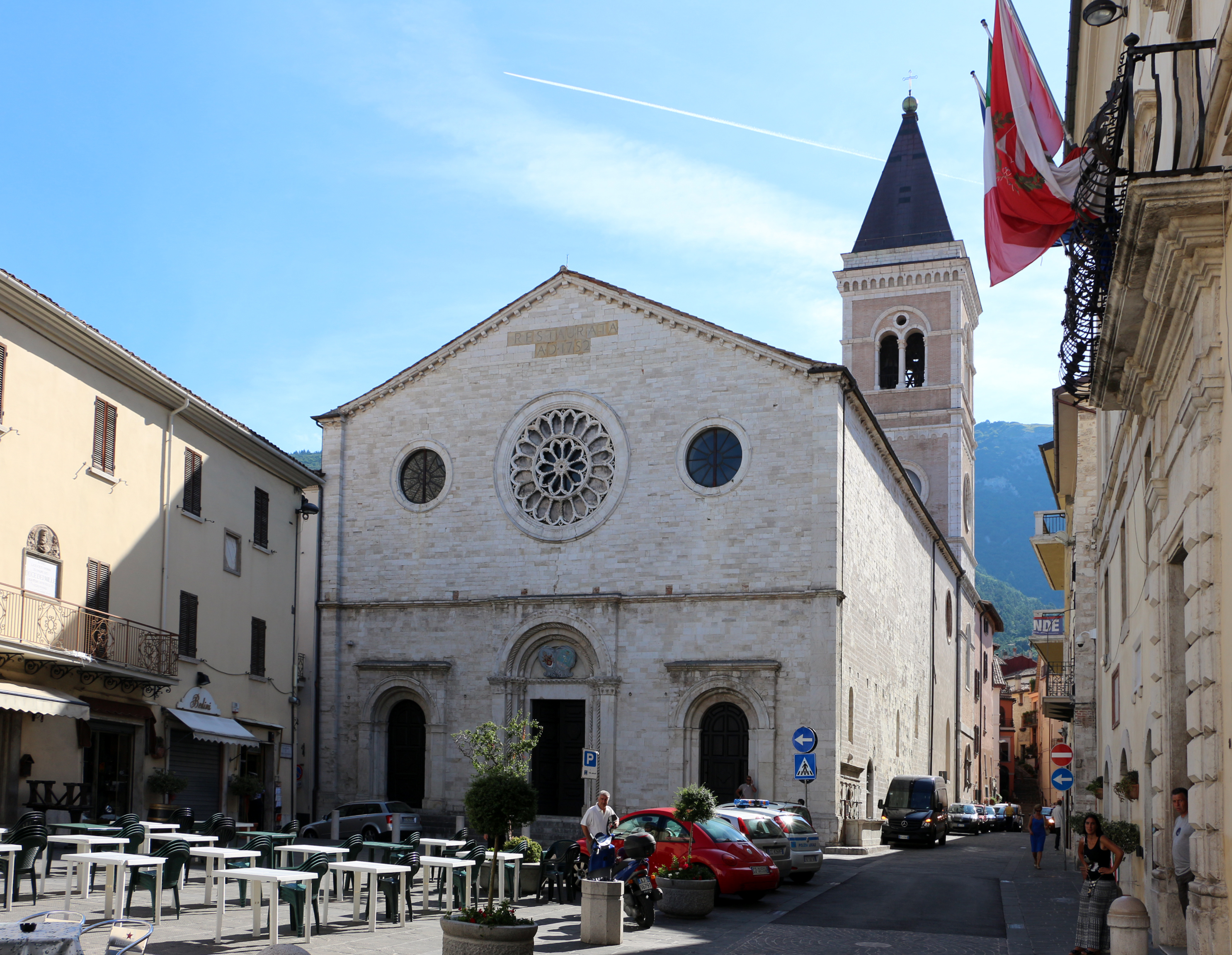
Cokathedraal van Gualdo Tadino